# Obština Karlovo
Obština Karlovo (bulharsky Община Карлово) je bulharská jednotka územní samosprávy v Plovdivské oblasti. Leží ve středním Bulharsku převážně v Karlovské kotlině, jedné ze Zabalkánských kotlin, a také na protilehlých svazích Staré planiny a Sredné gory. Správním střediskem je město Karlovo, kromě něj obština zahrnuje 3 města a 23 vesnice. Žije zde necelých 50 tisíc stálých obyvatel.

## Sídla
| - Baňa - Begunci - Bogdan - Dăbene - Domljan - Gorni Domljan - Christo Danovo - Iganovo - Kalofer | - Karavelovo - Karlovo (sídlo správy) - Kărnare - Kliment - Klisura - Kurtovo - Marino Pole - Moskovec - Mračenik | - Pevcite - Prolom - Rozino - Slatina - Sokolica - Stoletovo - Vasil Levski - Vedrare - Vojňagovo |

## Sousední obštiny
| Růžice kompasu | Teteven           | Trojan Sopot    | Aprilci    | Růžice kompasu |
| Růžice kompasu | Anton Koprivštica | Sever           | Pavel Baňa | Růžice kompasu |
| Růžice kompasu | Anton Koprivštica | Obština Karlovo | Pavel Baňa | Růžice kompasu |
| Růžice kompasu | Anton Koprivštica | Jih             | Pavel Baňa | Růžice kompasu |
| Růžice kompasu | Chisarja          | Kalojanovo      | Brezovo    | Růžice kompasu |

## Obyvatelstvo
V obštině žije 47 853 stálých obyvatel a včetně přechodně hlášených obyvatel 57 338 Podle sčítáni 1. února 2011 bylo národnostní složení následující:
- Bulhaři: 39 586 (81.6 %)
- Romové: 5 781 (11.9 %)
- Turci: 2 696 (5.6 %)
- ostatní: 440 (0.9 %)